# Zygmunt Kufel
Zygmunt Kufel (ur. 2 lutego 1947 w Lechlinie, zm. 21 października 2011 w Pile) – polski polityk, prawnik, poseł na Sejm I kadencji.

## Życiorys
Syn Feliksa i Eleonory. Ukończył studia na Wydziale Prawa Akademii Teologii Katolickiej w Warszawie (1973) oraz na Uniwersytecie im. Adama Mickiewicza (1978). Pracował w Sądzie Rejonowym w Złotowie, gdzie zakładał struktury NSZZ „Solidarność”. Był także założycielem i działaczem oddziału Klubu Inteligencji Katolickiej w Złotowie. W 1989 został wiceprzewodniczącym wojewódzkiego Komitetu Obywatelskiego. Na początku lat 90. pracował w administracji państwowej, był delegatem pełnomocnika rządu ds. reformy samorządu terytorialnego.
Sprawował mandat posła na Sejm I kadencji z listy Unii Demokratycznej, wybranego w okręgu gorzowsko-pilskim. W 1997 wstąpił do Stronnictwa Konserwatywno-Ludowego, z ramienia którego kandydował w wyborach parlamentarnych. Później wycofał się z bieżącej polityki.
Od 1993 prowadził kancelarię notarialną w Pile.
W 2001 otrzymał Srebrny Krzyż Zasługi.